# Hydropsyche ulmeri
Hydropsyche ulmeri är en nattsländeart som beskrevs av Barnard 1934. Hydropsyche ulmeri ingår i släktet Hydropsyche och familjen ryssjenattsländor. Inga underarter finns listade i Catalogue of Life.